# 드루리 레인 (등장인물)
본 문서의 이해를 돕기 위한 비자유 그림이 있습니다. 
링크의 파일을 직접 올려 주세요
드루리 레인(Drury Lane)은 엘러리 퀸의 추리 소설에 등장하는 가공의 탐정이다. 1930년대 드루리 레인 4부작을 발행할 당시에는 바너비 로스라는 필명으로 발표되었다.

## 개요
드루리 레인은 셰익스피어 연극의 배우였다. 청각을 잃었기 때문에 은퇴하고, 뉴욕 교외 허드슨강가의 '햄릿장'이라는 대저택에서 은둔 생활을 하고 있다.
독순술을 몸에 익히고 있어 전화 이외에는 통상의 인간과 일상적인 대화에 큰 불편함 없이 생활할 수 있다. 수많은 범죄자를 연기해 왔기 때문에 범죄자의 심리를 간파하는 것에 자신 있어 한다. 뉴욕시경의 섬 경감 등의 요청을 받아 어려운 사건의 수사에 나선다. 또, 배우의 경험을 살려 스스로 변장해 수사・증거 수집에도 분주한다.
드루리 레인은 X의 비극, Y의 비극, Z의 비극, 드루리 레인의 마지막 사건의 4작품에 등장한다. 레인이 귀머거리라는 설정에는 줄거리상 의미가 있다.